# Реча (Брашов)
Реча (рум. Recea) — село у повіті Брашов в Румунії. Адміністративний центр комуни Реча.
Село розташоване на відстані 169 км на північний захід від Бухареста, 52 км на захід від Брашова.

## Населення
За даними перепису населення 2002 року у селі проживали 934 особи.
Національний склад населення села:
| Національність | Кількість осіб | Відсоток |
| -------------- | -------------- | -------- |
| румуни         | 843            | 90,3%    |
| цигани         | 86             | 9,2%     |

Рідною мовою назвали:
| Мова      | Кількість осіб | Відсоток |
| --------- | -------------- | -------- |
| румунська | 843            | 90,3%    |
| циганська | 86             | 9,2%     |